# Мальчики (станция)
Ма́льчики — бывшая железнодорожная станция Московской железной дороги, ныне парк станции Люберцы I. Находится в городе Люберцы Московской области, на тупиковом ответвлении общего пользования Люберцы I — Яничкино от главного хода Казанского направления.

## Описание
Строительство железнодорожной ветки по станции легло в основу сюжета первого советского звукового фильма «Путёвка в жизнь». Своё оригинальное название получила возможно от того, что строили её мальчики-беспризорники из близлежащих детских домов.
С 1997 года в пассажирском движении не используется, пассажирская платформа заброшена (располагается в северо-восточной горловине станции у путепровода Октябрьского проспекта над железнодорожной веткой). Бывший тупиковый путь (соединительная ветвь) для электропоездов до бывшей станции Панки Рязанского направления разобран, однако на ветке Люберцы I — Мальчики — Яничкино сохраняется электрификация и грузовое движение. Сохраняется оно и на участке от Яничкино до Дзержинского (без электрификации), но движение весьма нестабильно (от одной пары в сутки раз в неделю). Грузовую ветку на перегоне Яничкино-Дзержинский обслуживает ФЦДТ «Союз».
До вхождения в состав станции Люберцы I станция была грузовой по основному характеру работы, по объёму работы была отнесена к 4 классу.
Под мостом за парком находится разворот маневровых тепловозов, развозящих вагоны с углём для московской ТЭЦ-22 (Алексеево)
От парка на юг отходит подъездной путь необщего пользования в Лыткарино.

## Отражение в искусстве
В посёлке при станции происходит действие рассказа Юрия Яковлева «Станция „Мальчики“» (1961 год).